# Atlas (anatomija)
Atlas je pršljen koji nosi glavu, te mu otuda i ime potiče. To je jedini pršljen koji nema telo, jer je tokom embrionalnog razvoja došlo do sažimanja tela atlasa sa telom drugog vratnog pršljena (axis), te se zato atlas obrće oko svog izdubljenog tela.
Atlas ima približno oblik prstena koji se sastoji iz četiri dela. To su dva luka prednji (arcus anterior) i zadnji luk (arcus posterior) i dve bočne mase (massae laterales) koje povezuju lukove. Posmatran u celini, atlas je spljošten od spreda unazad, tako da mu je poprečni prečnik znatno veći od uzdužnog. Zavisno od pola, poprečni prečnik iznosi između 65 i 75 mm kod žena, dok je kod muškaraca duži, od 70 do 90 mm.

## Spoljašnje veze
- Atlas у речнику